# 1974年铝制1美分硬币
1974年铝制一美分是美国铸币局1973年提倡的一种1美分硬币。这是一种由铝合金和微量金属铸造的硬币。由于使用传统铜合金的铸造成本的增加，它计划被用来替换铜锌合金的硬币。 1,571,167枚硬币被提前铸造，但没有一枚进入流通。样币被送到美国国会，希望能够获得议员对于更换合金这一计划的青睐。当铝制硬币提议被否决时，铸币局召回并销毁了样币。据信仍有极少量的铝制硬币没有被铸币局回收，其中一个例子就是捐赠给了史密森学会，另有一枚据称从一名美国国会警察那里发现。但自从美国特勤局被派给扣压全部样币的的任务后，这些硬币的合法性受到怀疑。